# Benjamin Brown (Maler)

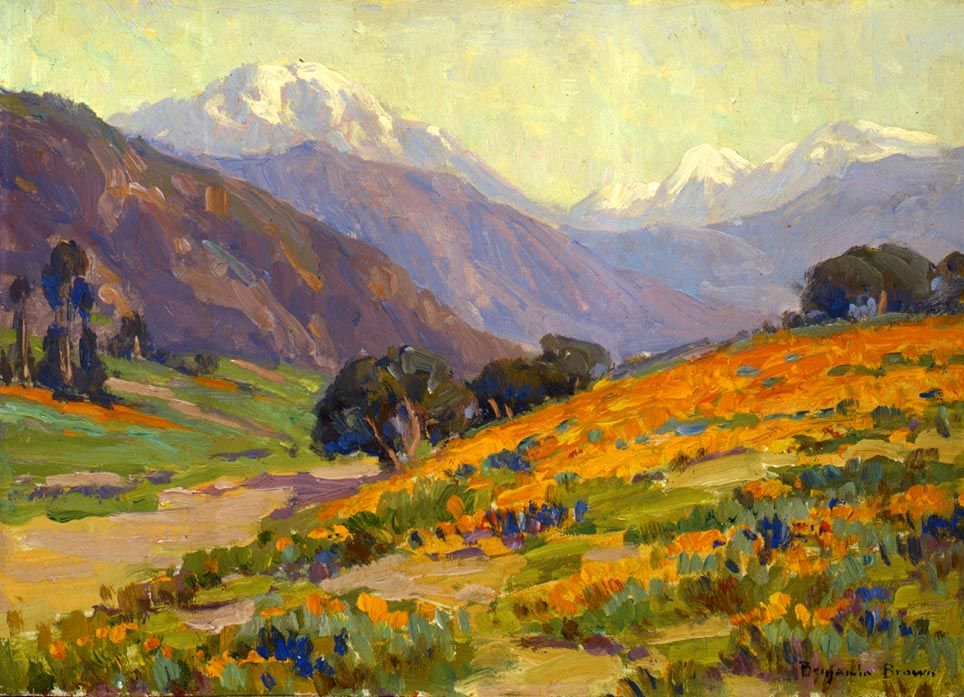
California Poppies (Kalifornische Mohnblumen)

Benjamin Chambers Brown (* 14. Juli 1865 in Marion, Arkansas; † 19. Januar 1942 in Pasadena, Kalifornien) war ein US-amerikanischer Maler und Grafiker des Impressionismus. Er ist bekannt für seine Landschaftsgemälde, insbesondere Darstellungen der Sierra Nevada und der Mohnfelder Kaliforniens.

## Leben
Benjamin Brown wurde als Sohn des Richters Benjamin Chambers Brown und Mary Broker Brown geboren und wuchs in Little Rock, Arkansas auf. Er war eines von fünf Kindern. Seine Eltern wollten, dass er Jurist wird, doch Benjamin interessierte sich schon früh für Kunst. Er studierte an der University of Tennessee und später an der St. Louis School of Fine Arts bei Paul E. Harney und John Hemming Fry. 1890 setzte er seine Ausbildung an der Académie Julian in Paris bei Jean-Paul Laurens und Jean-Joseph Benjamin-Constant fort.
Nach seiner Rückkehr in die USA arbeitete Benjamin Brown in St. Louis, Little Rock und Texas, bevor er sich 1896 in Pasadena, Kalifornien, niederließ. Dort wandte er sich der Landschaftsmalerei zu und wurde für seine Darstellungen von Mohnfeldern bekannt. 1914 begann er mit der Radierung und gründete zusammen mit seinem Bruder Howell Chambers Brown die Print Makers of Los Angeles, aus denen später die Los Angeles Society of Printmakers hervorging.

## Werk

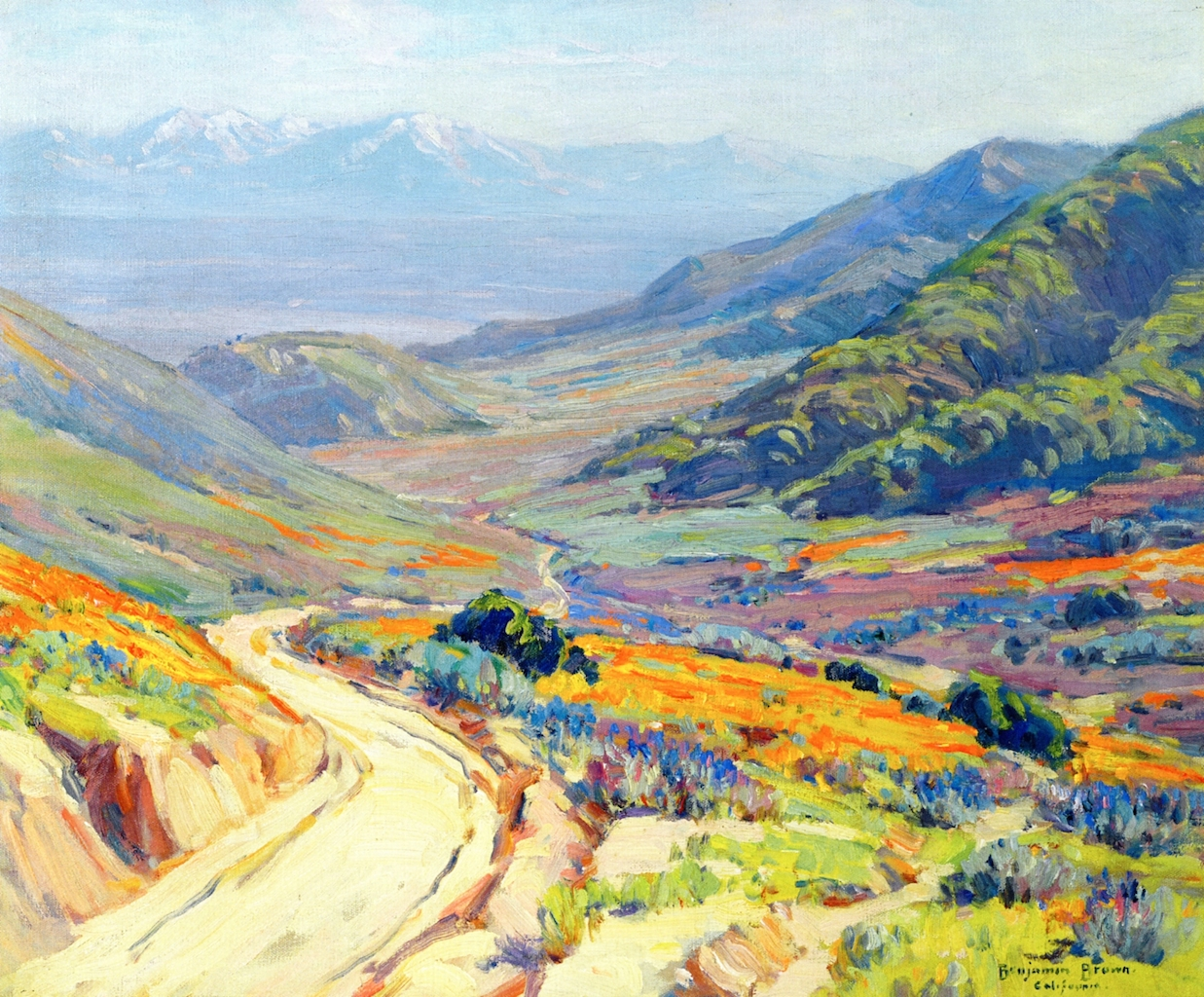
Poppies, Antelope Valley (Mohnblumen, Antelope Valley)

Benjamin Browns Werk umfasst impressionistische Landschaftsdarstellungen, die häufig die kalifornische Natur, insbesondere die Sierra Nevada und blühende Mohnfelder, zum Thema haben. Er arbeitete hauptsächlich in Öl, Lithographie und Radierung, aber auch in Aquarell. Seine Werke sind in zahlreichen Museen und Sammlungen vertreten, darunter das Los Angeles County Museum of Art, das Oakland Museum of California und die Library of Congress.